# 로스트 인 타일랜드
로스트 인 타일랜드(人再囧途之泰囧, 인재경도지태경, Lost in Thailand )는 중국에서 제작된 서쟁 감독의 2012년 드라마, 코미디 영화이다. 서쟁 등이 주연으로 출연하였다.

## 출연

### 주연
- 서쟁
- 왕바오창
- 황보

### 조연
- 도홍
- 판빙빙
- 사남